# Johan Herman Wessel
Œuvres principales
- Le Forgeron et le Boulanger
- L'Amour sans bas

Johan Herman Wessel, né à Vestby le 6 octobre 1742 et mort à Copenhague le 29 décembre 1785, est un poète et dramaturge norvégien de langue danoise. Il fait partie des plus importants écrivains de langue danoise du XVIIIe siècle.

## Biographie
Fils d'un peintre, il est le frère aîné du mathématicien Caspar Wessel. Il passe la plus grande partie de sa vie à Copenhague où il est un membre important de la société littéraire Norske Selskab (Société norvégienne). Il mène néanmoins une vie précaire et, à l'instar de son contemporain Johannes Ewald, marquée par des problèmes de santé et d'alcoolisme. Farouche opposant du classicisme, il reste célèbre pour ses poésies et ses pièces satiriques ainsi que pour ses épigrammes. Ses œuvres les plus connues sont Le Forgeron et le Boulanger (Smeden og Bageren), poème satirique, et L'Amour sans bas (Kierlighed uden Strømper, 1772), pièce de théâtre qui parodie la tragédie classique et est encore représentée plus de deux siècles plus tard. Il a également écrit une autre pièce, Anno 7603 (1781), d'une faible valeur littéraire mais qui est l'un des premiers exemples de voyage dans le temps dans la fiction.